# انی وسطی
انی وسطی روستایی است که در استان اردبیل، شهرستان گرمی، بخش مرکزی، دهستان انی قرار دارد.

## جمعیت
بر اساس سرشماری سال ۱۳۸۵ جمعیت این روستا ۶۹۶ نفر با ۱۱۴ خانوار بوده‌است.